# Separador decimal
El separador decimal es un símbolo usado para indicar la separación entre la parte entera y la parte fraccionaria de un número decimal.

Punto (.)
Coma (,)
Ambos, oficial o comúnmente, o apóstrofo (')
Momayyez (coma alta árabe) (٫)
Sin datos

El Sistema Internacional de Unidades (SI) y la ISO en su norma 80000 admiten actualmente dos símbolos: la coma y el punto. Hasta el año 2003, la Conferencia General de Pesas y Medidas (CGPM) recomendaba la coma, pero ese año decidió admitir ambos signos, al tiempo que recordaba que hay otras normas internacionales que establecen la coma como único signo en todos los idiomas. Por su parte, la otra norma sobre escritura de símbolos, la ISO 80000-1, del año 2009, también admite ambos signos y cancela la anterior recomendación de la coma de la norma ISO 31-0. En cualquier caso, ninguno de estos dos signos es el apropiado como separador de millares: «los números pueden agruparse de tres en tres para facilitar la lectura; pero no se deben utilizar ni comas ni puntos en los espacios entre grupos».
Por su parte, las Academias de la Lengua recomiendan en la Ortografía de la lengua española: «Con el fin de promover un proceso tendente hacia la unificación, se recomienda el uso del punto como signo separador de los decimales». No obstante, siguen considerando válido el uso de la coma, signo que recomendaron hasta el 2010,[cita requerida] tal como recoge el Diccionario panhispánico de dudas de 2005 (en el artículo «Coma»: «En las expresiones numéricas escritas con cifras, la normativa internacional establece el uso de la coma para separar la parte entera de la parte decimal»).

## Historia
El texto europeo más antiguo que se conoce y que usa el punto como separador decimal es el Compendio de lo ábaco, publicado en 1492 por el matemático italiano Francesco Pellos. Algunos historiadores se refieren a Bartolomé Pitiscus, matemático alemán, como iniciador de la notación de decimales con puntos, pero otros historiadores alegan que esa era la costumbre medieval de agregar signos de puntuación a los números en medio de textos. Además, Pitiscus utilizó otros sistemas de notación decimal, por lo que se duda que el uso del punto haya sido expresamente como separador decimal, considerando los otros usos del punto en toda su obra.
En 1579, el francés François Viète (en su obra Canon) introduce el uso de una coma o una barra vertical como separador decimal.
En 1582, el matemático belga Simon Stevin (1548-1620) introduce una notación muy singular. Donde nosotros escribiríamos 123,4567, él escribía
123(0) 4(1) 5(2) 6(3) 7(4)
simbolizando así 123 unidades enteras, 4 unidades decimales de primer orden (décimas), 5 unidades decimales de segundo orden (centésimas), 6 unidades decimales de tercer orden (milésimas), 7 unidades decimales de cuarto orden (diezmilésimas).
Diez años más tarde, el suizo Jost Bürgi simplificó la notación eliminando la mención inútil del orden de las fracciones decimales consecutivas y poniendo encima de la cifra de las unidades el signo º:
{\displaystyle 12{\breve {3}}\ 45\,}
El mismo año, el italiano Magini sustituyó ese redondelito por un punto que colocó entre la cifra de las unidades y la de las décimas. Así nació la notación que todavía se utiliza en nuestros días en los países anglosajones:
{\displaystyle 123.45\,}
En lo que respecta a la coma decimal, fue ideada a principios del siglo XVII por el matemático y óptico neerlandés Wilbord Snellius (1580-1667), conocido también como Willebrord Snell y Willebrord Snel van Royen:
{\displaystyle 123{,}45\,}
En 1617, el matemático escocés John Napier (en su Rhabdologia) usa tanto la coma como el punto, aunque en su importantísima tabla de logaritmos utilizó particularmente el punto decimal. Para Florian Cajori, historiador matemático, en su libro A History of Mathematical Notations (1928), desde este momento «los matemáticos han estado vacilando en esta materia desde entonces».
En el siglo XVIII el empleo de la coma decimal se extendió por la Europa continental, mientras que en las islas británicas el punto decimal se volvió el patrón en el uso, tal vez por la influencia de la obra de Napier. A principios de 1700 el matemático Leibniz propuso al punto como multiplicador, propuesta que tuvo buena acogida, ya que en Europa se utilizaba normalmente la coma como separador decimal. En cambio, en Inglaterra se siguió empleando a la letra equis como multiplicador, lo que impedía que dicha letra se usara, por ejemplo, en cálculos de 3 dimensiones XYZ, pues confundía a los estudiantes de matemáticas.
Ya en 1771 la Encyclopedia Britannica recoge el uso del decimal point (punto decimal) en su entrada «Arithmetick». Para evitar su confusión del punto como multiplicador del punto como separador decimal, utilizaron el punto en la base (abajo) como multiplicador y el punto medio middle dot (·) para separar decimales.
En Estados Unidos, sin embargo, nación recién independizada del imperio británico en 1776 y soberano en sus decisiones, se negaron a usar estos diferentes signos. No fue sino hasta el año de 1900 que la American Committee of Mathematicians reunido en pleno reconoció el uso de la letra X en las matemáticas y la necesidad de utilizar el punto medio (middle dot) como multiplicador y el punto bajo como separador decimal, totalmente a la inversa del uso dado en Gran Bretaña.

## Uso actual

### Uso en ordenadores
A diferencia de la defensa a ultranza en 1991 de la presencia de la letra Ñ en los teclados de los ordenadores, la lucha por la inclusión de la coma como separador decimal en el bloque numérico es un tema que no ha concluido aún.
Para las computadoras u ordenadores, los decimales no existen, sino solo unos y ceros, así que los números decimales son una abstracción para los humanos y los ordenadores se limitan a representarlos en pantalla o papel tal como los han programado. En los sistemas operativos modernos han solucionado esto con unos caracteres especiales denominados comodines, dependiendo así de la configuración regional que escoja el usuario, el separador decimal será representado por un punto o por una coma, según sea el caso.
El inconveniente se presenta en el llamado bloque numérico del teclado, que siempre enviará el código numérico del carácter punto al ordenador respectivo. La solución que implementaron los programadores de un popular sistema operativo añade confusión a los habitantes europeos, cuyos países tienen varios idiomas oficiales. Dicha solución es interpretar esa tecla exacta del bloque numérico como el separador decimal implementado en el sistema operativo, desvirtuando así lo que realmente visualiza el usuario de manera física (un punto) y que ha seleccionado y presionado oportunamente.

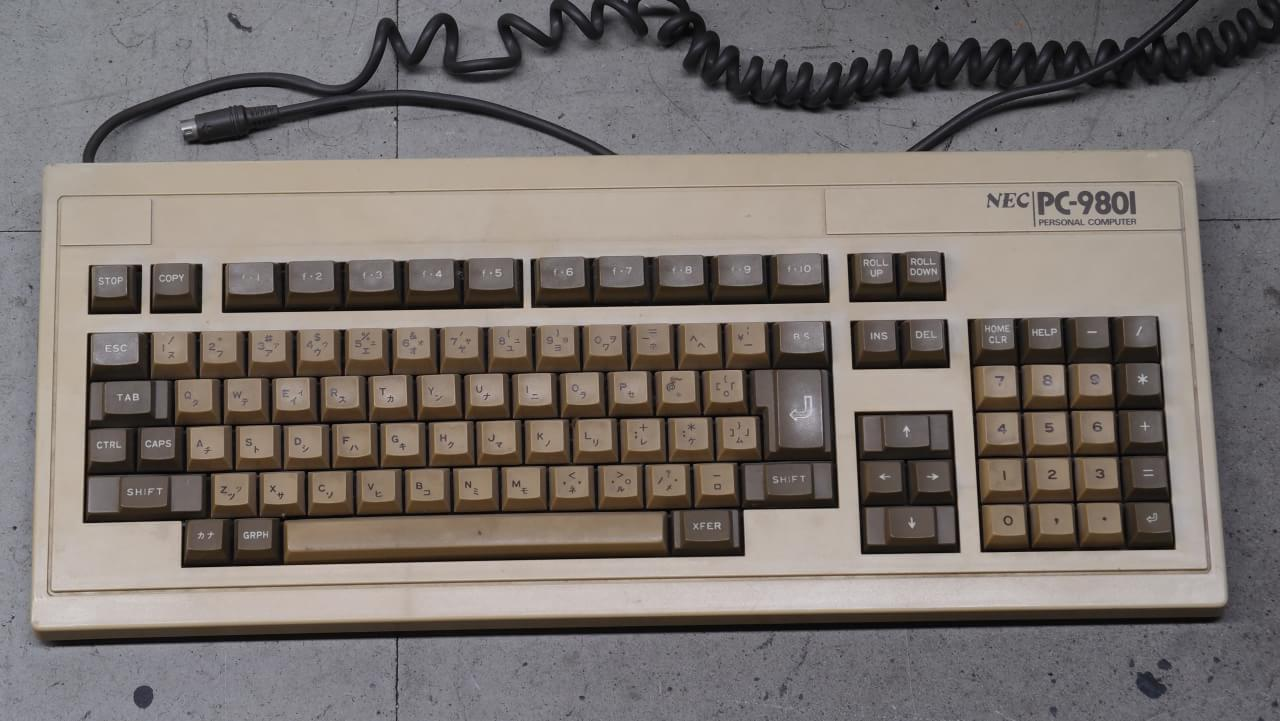
Teclado del ordenador NEC PC-9801

Una posible solución es incluir la coma en el bloque numérico de los teclados y hasta la fecha los únicos que han presentado un teclado con tales características han sido los japoneses en el modelo NEC PC-9801, el cual incluso la empresa Microsoft lo reconoce en su mapeado de teclado en lenguaje C.

### Países que usan la coma decimal
Entre los países que usan la coma como separador decimal están:
- Albania[16]
- Alemania[17][18]
- Andorra[19]
- Argentina[20][21][22]
- Austria
- Azerbaiyán
- Bielorrusia
- Bélgica
- Bolivia[22]
- Bosnia-Herzegovina
- Brasil
- Bulgaria
- Camerún[23]
- Canadá (en la parte francohablante)
- Chile[21][22]
- Chipre
- Colombia[21][22]
- Costa Rica[22]
- Croacia
- Cuba[22]
- Dinamarca[23]
- Ecuador[22]
- Eslovaquia
- Eslovenia
- España[24][23][22]
- Estonia
- Finlandia
- Francia[25][23]
- Grecia
- Groenlandia
- Guinea Ecuatorial[22]
- Hungría
- Indonesia[23]
- Islandia
- Italia[26]
- Letonia
- Lituania
- Luxemburgo
- Moldavia
- Mongolia[23]
- Noruega[23]
- Países Bajos
- Paraguay[22]
- Perú (uso oficial)[27]
- Polonia
- Portugal
- República Checa[23]
- Rumania
- Rusia
- Serbia
- Sudáfrica[23]
- Suecia
- Suiza
- Turquía
- Ucrania
- Uruguay[21][22]
- Venezuela[21][28][29][30][22]

- Zimbabue[23]

### Países que usan el punto decimal
Entre los países que usan el punto como separador decimal están:
- Australia
- Botsuana
- Bolivia (solo para moneda)
- Canadá (en la parte anglohablante)
- China (incluyendo Hong Kong)
- Corea del Norte
- Corea del Sur
- El Salvador[22]
- Estados Unidos (incluyendo Puerto Rico)[17][18][22]
- Filipinas[22]
- Guatemala[22]
- Honduras[22]
- Hong Kong
- India
- Nicaragua[22]
- Irlanda
- Israel
- Japón
- Malasia
- México[31][22]
- Nigeria
- Nueva Zelanda
- Panamá[22]
- Pakistán[22]
- Perú (uso popular)
- Puerto Rico
- Reino Unido[17]
- República Dominicana[22]
- Singapur
- Taiwán
- Tailandia

### Uso hispanoamericano
Es de notar que no todos los países hispanoamericanos usan la misma convención en cuanto al punto o la coma decimales, y esto es a veces motivo de confusión y desacuerdo. Sin embargo, el uso de ambos es aceptado tanto por la Real Academia Española como por la Oficina Internacional de Pesas y Medidas, responsable del Sistema Internacional de Unidades (en su Resolución 10 de la 22 Conferencia General de Pesos y Medidas de 2003).

## Apóstrofo
En países como España era costumbre utilizar el apóstrofo o coma volada de manera homóloga a la coma decimal en los casos de escritura a mano, por ejemplo:
{\displaystyle \pi =3^{\prime }1416...}
Aunque esta costumbre ya no se considera correcta.
En máquinas y libros de texto esta costumbre solo se sigue ocasionalmente, aunque la rechazan las Academias de la Lengua y no está contemplada en las normas internacionales. Así, en el Diccionario panhispánico de dudas de 2005 establecen, en el artículo temático 'Coma': «La coma debe escribirse en la parte inferior del renglón, nunca en la parte superior»:
{\displaystyle \pi =3{,}1416...}

## Ejemplos de uso
Los siguientes ejemplos son las formas de escritura decimal de los países:
| Estilo       | Países |
| ------------ | --- |
| 1 234 567,89 | Estilo del SI (versión francesa), Albania, Bélgica, Bosnia, Brasil, Costa Rica, Cuba, República Checa, Dinamarca, España (oficial desde 2010), Estonia, Finlandia, Francia, Canadá (parte francohablante), Alemania, Grecia, Hungría, Italia, Europa latina, Países Bajos, Perú, Polonia, Portugal, Rumania, Eslovaquia, Eslovenia, Suecia, Suiza, Venezuela. |
| 1 234 567.89 | Estilo del SI (versión anglosajona), España (recomendación del CSIC para sus publicaciones y admitido por la RAE desde 2010), China. |
| 1,234,567.89 | Bolivia (moneda), Canadá (parte angloparlante), China, Corea, Estados Unidos, Filipinas, Irlanda, Israel, Japón, Malasia, México, Nueva Zelanda,Reino Unido, República Dominicana, Singapur, Tailandia, Taiwán, |
| 1,234,567·89 | Canadá (parte angloparlante), Irlanda, Israel, Japón, Corea, Malasia, Nueva Zelanda, Filipinas, Singapur, Taiwán, Tailandia, Reino Unido, Estados Unidos (Vieja forma, típicamente a mano) |
| 1.234.567,89 | Alemania, Argentina, Brasil, Bolivia (no moneda), Chile, Colombia, Dinamarca, Ecuador, Eslovenia, España (hasta 2010. Desaconsejado por las Academias de la Lengua y el CSIC), Grecia, Indonesia, Italia, Países Bajos (moneda), Portugal, Rumania, Suecia, Uruguay, Venezuela                                                                                |
| 1˙234˙567,89 | Alemania, Italia, Rumania |
| 12,34,567.89 | India |
| 1'234'567.89 | Suiza (moneda) |
| 1'234'567,89 | Italia (escritura a mano), Suiza (escritura a mano) |
| 1.234.567'89 | España (escritura a mano, hasta principios de 1980, desaconsejado por la RAE) |
| 123,4567.89  | China (alternativo), Japón (alternativo) |
| 1'234.567,89 | Colombia (alternativo), Ecuador (alternativo) |
| 1'234,567.89 | México (alternativo) |